# Neopolyptychus centralis
Neopolyptychus centralis là một loài bướm đêm thuộc họ Sphingidae. Loài này có ở Cộng hòa Trung Phi.